# Lampropholis coggeri
Lampropholis coggeri — вид сцинкоподібних ящірок родини сцинкових (Scincidae). Ендемік Австралії. Вид названий на честь австралійського герпетолога Гарольда Коггера.

## Поширення і екологія
Lampropholis coggeri поширені на південному сході Квінсленду, від Таунсвілля до Куктауна. Вони живуть у вологих і сухих тропічних лісах.